# Alfred Edwin Eaton
Alfred Edwin Eaton va ser un sacerdot i entomòleg britànic, nascut en 1845 i mort el 23 de març de 1929 a Northam.
Va ser vicari a Shepton Montague a Somerset. S'interessà per l'entomologia i estudià principalment els dípters i els efemeròpters. Les seues col·leccions es conserven al Museu d'Història Natural de Londres. Va fer viatges naturalistes a Spitzberg, a Madeira i a Tenerife durant la primavera de 1902. L'ànec d'Eaton, Anas eatoni, li va ser dedicat en 1875 per Richard Bowdler Sharpe (1847-1909).

## Font
- Bo Beolens i Michael Watkins (2003). Whose Bird ? Common Bird Names and the People They Commemorate. Yale University Press (New Haven i Londres) : 400 p. ISBN 0-300-10359-X